# Vendela Skytte
Vendela Skytte, també escrit com Wendela Skytte (8 de desembre de 1608 – 18 d'agost de 1629) fou una noble sueca, habitual de salons literaris alhora que escriptora, poeta i intel·lectual. Durant la seva vida es va convertir en un ideal de dona il·lustrada.

## Biografia
Vendela Skytte era filla del noble i estadista Johan Skytte i de Maria Näf. Va ser així tia de Gustav Skytte, Maria Skytte i Christina Anna Skytte. Es va criar en un entorn on humanistes com a Thomas More, Erasme de Rotterdam i Joan Lluís Vives eren populars i va rebre la mateixa educació que els seus germans per part del seu pare. La seva germana Anna Skytte també va ser coneguda per la seva erudició. Va estudiar teologia, ètica, història, filologia i geologia, i dominava llatí, francès, alemany i grec. Escrivia en llatí i escrivia poesia. Aquest nivell educatiu era inusualment alt per a dones de la noblesa sueca. 
Vendela Skytte va ser famosa per la seva erudició i els seus coneixements, alguna cosa considerat inusual en una dona. Se la solia lloar per haver mantingut la seva feminitat a pesar al seu intel·lecte, atès que ambdues qualitats es tenien per oposades entre els seus contemporanis. Georg Stiernhielm la va anomenar »Sexus et sæculi miraculum» ("La meravella del seu temps i el seu sexe"). Se la ha considerat la dona més il·lustrada de Suècia fins a la reina Cristina de Suècia.
Va organitzar un saló on es va envoltar de científics i artistes i va mantenir correspondència amb Catharina Burea. A més dels seus coneixements, va guanyar elogis per la seva bellesa i enginy. 
Es va casar amb el tinent coronel i noble Hans Kyle al maig de 1626. Durant el seu matrimoni el seu marit va estar a l'exèrcit de Gustau II Adolf durant la Guerra dels Trenta Anys i Vendela el va acompanyar durant el seu periple bèl·lic a Alemanya.
Segons la llegenda, Vendela Skytte va mantenir un debat religiós amb jesuïtes de la Universitat de Braunsberg (Prússia) "on ella, amb habilitat superior en llatí, va qüestionar els ideals més sagrats de la religió catòlica", i va guanyar el debat en perfecte llatí.
Vendela Skytte va morir de la pesta juntament amb el seu bebè just després d'haver donat a llum a Stralsund durant una visita al seu espòs a Alemanya. El seu cos va ser portat a Suècia i enterrat a Uppsala. Va deixar dues filles: la seva filla Hillevi Kyle arribaria també a ser coneguda en els cercles il·lustrats suecs.
Va ser una de les primeres sis dones en la història sueca amb un retrat en la col·lecció de la Galeria Nacional de Suècia a Gripsholm, al costat de Brígida de Suècia, Hedvig Charlotta Nordenflycht, Barbro Stigsdotter, Sophia Rosenhane i Sophia Elisabet Brenner.